# Hellvik (przystanek kolejowy)
Hellvik – kolejowy przystanek osobowy w Hellvik, w regionie Rogaland w Norwegii, jest oddalony od Stavanger o 66,79 km a od Oslo Sentralstasjon o 532,70 km. Leży na poziomie 18,1 m n.p.m.

## Ruch pasażerski
Należy do linii Sørlandsbanen. Jest elementem Jærbanen - kolei aglomeracyjnej w Stavanger i obsługuje lokalny ruch między Stavanger, Sandnes i Egersund. Pociągi odjeżdżają co pół godziny do Sandnes i co godzinę do Egersund. 

## Obsługa pasażerów
Wiata, parking na 14 miejsc, parking rowerowy. Odprawa podróżnych odbywa się w pociągu.